# Толстой, Алексей Николаевич

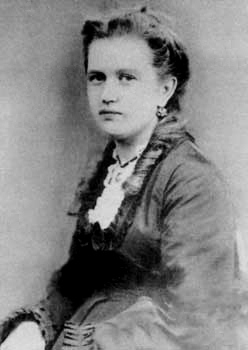
Александра Леонтьевна Толстая, мать Алексея

Граф Алексе́й Никола́евич Толсто́й (29 декабря 1882 (10 января 1883), Николаевск, Самарская губерния, Российская империя — 23 февраля 1945, Москва, СССР) — русский и советский писатель, общественный деятель из рода Толстых. Автор социально-психологических, исторических и научно-фантастических романов, повестей и рассказов, публицистических произведений. Академик АН СССР (1939) и АПН РСФСР (1944). Лауреат трёх Сталинских премий первой степени (1941, 1943; 1945 — посмертно).

## Биография

### Ранние годы (1883—1901)

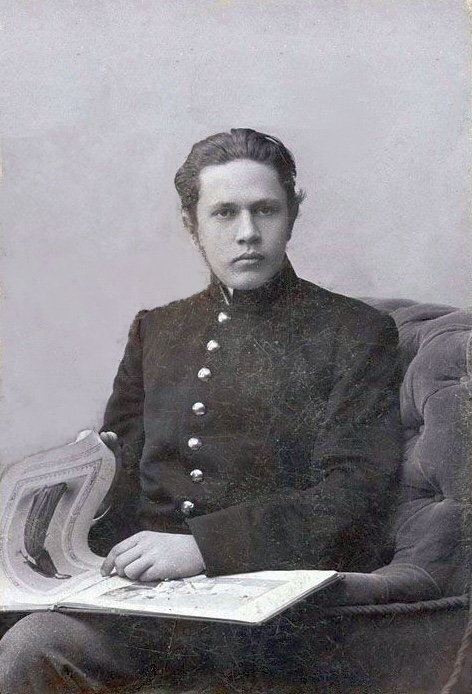
Алексей Толстой (Самара, 1900 год)

Алексей Толстой был сыном графа Николая Александровича Толстого (1849—1900), четвероюродного племянника писателей А. К. Толстого и Л. Н. Толстого.
Мать — Александра Леонтьевна (1854—1906), урождённая Тургенева — писательница, двоюродная внучатая племянница декабриста Николая Тургенева, к моменту рождения А. Н. Толстого ушла от мужа к А. А. Бострому (1852—1921), за которого официально выйти замуж не могла из-за определения духовной консистории. Данная коллизия привела к тому, что Иван Бунин, Роман Гуль, Нина Берберова и Сергей Голицын сомневались в законнорождённости Толстого. Алексей Варламов (автор биографии Толстого, изданной в 2006 году в серии ЖЗЛ) приводит письменное свидетельство Александры Леонтьевны Толстой — написанные ею два письма к Бострому от 3 и 20 апреля 1883 года, из которых следовало, что настоящим отцом ребёнка является граф Толстой, а зачатие произошло в результате изнасилования. Впрочем, тот же автор приводит письменное свидетельство в пользу другой версии: Александра Леонтьевна Толстая в своё время поклялась протоиерею самарской церкви, что отец ребёнка — Бостром. Позднее Александра Леонтьевна начала многолетнюю тяжбу о законности его рождения, фамилии, отчества и титула. Тяжба эта завершилась успехом лишь в 1901 году, когда А. Н. Толстому было уже 17 лет. Проведённый в 2024 году генетический анализ, сравнивший ДНК потомков А. Н. Толстого с ДНК потомков его старшего брата Мстислава показал, что Алексей Николаевич действительно был из рода Толстых.
Детские годы будущего писателя прошли в небольшом имении А. А. Бострома на хуторе Сосновка, недалеко от Самары (в настоящее время — посёлок Павловка в Красноармейском районе).
В 1897—1898 годы жил вместе с матерью в городе Сызрани, где учился в реальном училище. В 1898 году переехал в Самару. В 1901 году получил аттестат зрелости и уехал в Санкт-Петербург.

### Начало творчества (1901—1917)

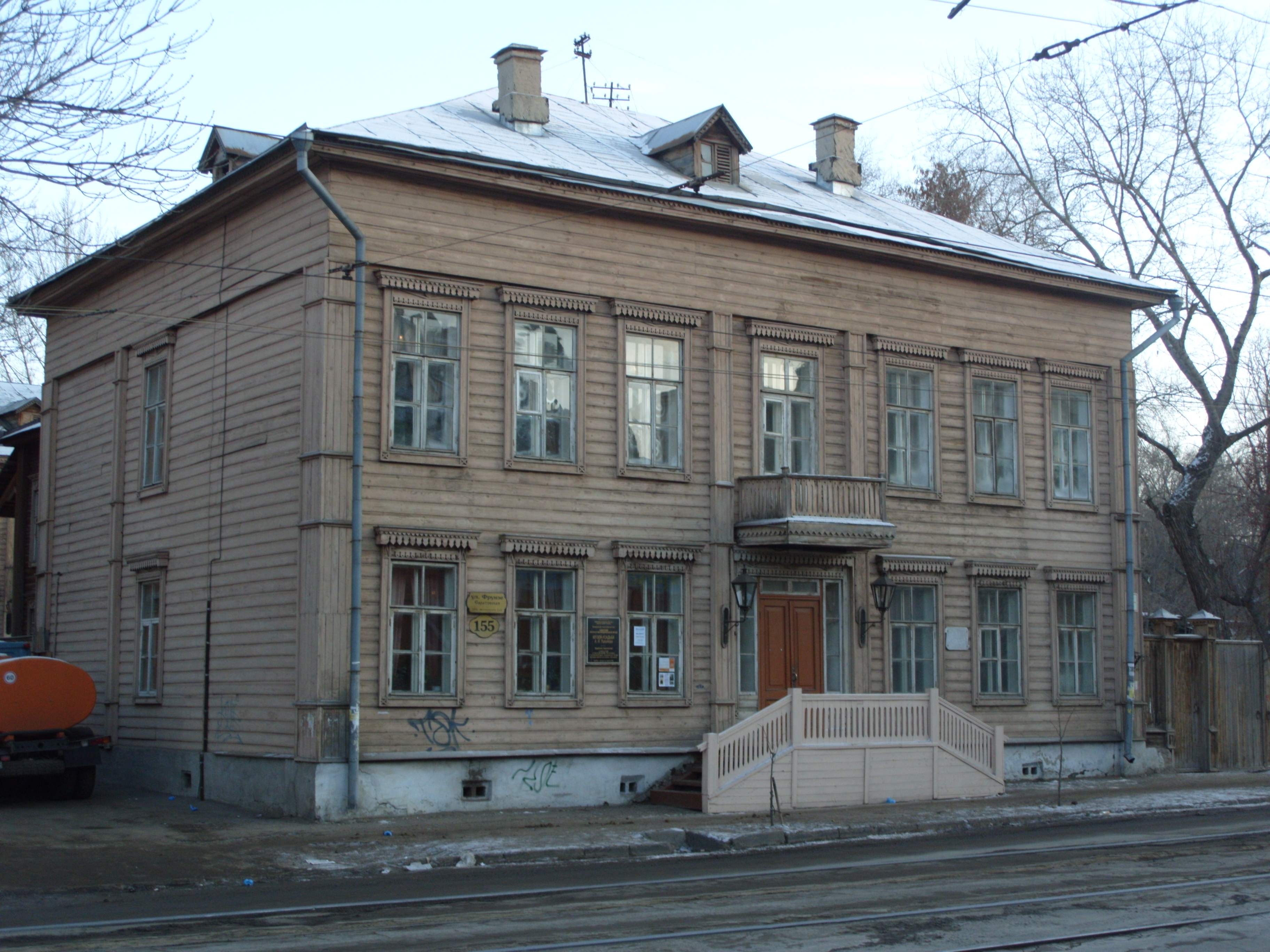
Музей-усадьба А. Н. Толстого в Самаре

Весной 1905 года, будучи студентом Петербургского технологического института, поехал на практику на Урал, где более месяца жил в Невьянске. Позднее в книге «Лучшие путешествия по Среднему Уралу: факты, легенды, предания», Толстой посвятил Невьянской наклонной башне свой самый первый рассказ «Старая башня» (1908).
В те же годы Алексей Толстой попробовал сочинять стихи. В 1907 году он выпустил поэтический сборник «Лирика» (за свой счёт), в 1911 году — книгу стихов по мотивам русского фольклора, но впоследствии стихами не увлекался. Незадолго до защиты диплома в институте он бросил учёбу и посвятил всего себя творчеству.
22 ноября 1909 года Алексей Толстой был секундантом Волошина на его дуэли с Гумилёвым из-за недоразумения по поводу сплетни о молодой поэтессе Елизавете Дмитриевой, о чём немало писалось в газетах. Но всё обошлось благополучно, на литературной репутации Толстого событие не отразилось.
Первые пьесы Толстого были поставлены на сценах московских театров: «Насильники» — в Малом театре (30 сентября 1913), «Кукушкины слёзы» (под заголовком «Выстрел») — на сцене Театра К. Н. Незлобина (20 октября 1914). В 1911 году увидел свет первый роман писателя, «Две жизни» (впоследствии был переработан и вышел под названием «Чудаки»). В 1912 году вышел роман «Хромой барин». Ещё один роман, «Егор Абозов» (1915) остался незаконченным.
Во время Первой мировой войны Толстой был военным корреспондентом от русской газеты (из-за проблем со здоровьем он был освобождён от военной службы). Совершил поездку во Францию и в Англию (1916).

### Эмиграция и возвращение (1918—1933)
Февральскую революцию Алексей Толстой приветствовал, Октябрьскую — не принял. В августе 1918 года вместе с женой и сыном Никитой уехал в Харьков, затем в Одессу. В апреле 1919 года Толстые эмигрировали. В эмиграции находился в 1919—1923 годах, сначала в Константинополе и Париже, с октября 1921 по июль 1923 года — в Берлине.
В открытом письме Николаю Чайковскому (1922 год) Алексей Толстой писал: «В эпоху великой борьбы белых и красных я был на стороне белых. Я ненавидел большевиков физически. Я считал их разорителями русского государства, причиной всех бед. Однако жизнь вдали от родины была для него невыносима: «Жизнь в эмиграции была самым тяжёлым периодом моей жизни. Там я понял, что значит быть парием, человеком, оторванным от родины, невесомым, бесплодным, не нужным никому ни при каких обстоятельствах.
Впоследствии впечатления от эмиграции отразились в сатирических повестях Толстого «Похождения Невзорова, или Ибикус» (1924), «Эмигранты» (1930) и рассказе «Чёрная пятница» (1924). В период эмиграции Толстым были созданы первая часть трилогии «Хождение по мукам» — роман «Сёстры» (1922), рассказ «Граф Калиостро» (1921), автобиографическая повесть «Детство Никиты» (1922) и фантастический роман «Аэлита» (1923).
В мае 1923 года Толстой совершил кратковременную поездку в Россию, где встретил неожиданно тёплый приём, позже вернулся на родину навсегда.
В 1927 году принял участие в коллективном романе «Большие пожары», публиковавшемся в журнале «Огонёк». Тогда же завершил работу над научно-фантастическим романом «Гиперболоид инженера Гарина». В 1928 году вышел в свет роман «Восемнадцатый год» — вторая книга трилогии «Хождение по мукам».

Мемориальная доска А. Н. Толстому в Москве по адресу:
улица Спиридоновка, дом № 4, строение 1

В 1934 году принял участие в подготовке и проведении Первого всесоюзного съезда советских писателей, на котором выступил с докладом о драматургии. В качестве члена правления Союза писателей в 1936 году принял участие в травле писателя Леонида Добычина, которая, возможно, привела к самоубийству последнего.
В 1930-е годы регулярно выезжал за границу (Германия, Италия — 1932, Германия, Франция, Англия — 1935, Чехословакия — 1935, Англия — 1937, Франция, Испания — 1937). Участник Первого (1935) и Второго (1937) конгрессов писателей в защиту культуры.
В августе 1933 года в составе группы писателей посетил открытый Беломорско-Балтийский канал и стал одним из авторов памятной книги «Беломорско-Балтийский канал имени Сталина» (1934).

### Литературный успех (1933—1945)
20 июня 1936 года вместе с членами правительственной комиссии Алексей Толстой нёс по Красной площади урну с прахом Максима Горького. В 1936—1938 годах, после смерти Горького, на временной основе возглавлял Союз писателей СССР. С 1937 года стал депутатом Верховного совета СССР 1-го созыва, с 1939 года — академиком АН СССР. 11 марта 1944 г. избран академиком АПН РСФСР.
17 июня 1941 года обратился с письмом к Сталину, в котором интересовался возможностью возвращения Бунина на родину, а также оказания ему материальной помощи:

Дорогой Иосиф Виссарионович, обращаюсь к Вам с важным вопросом, волнующим многих советских писателей. — мог бы я ответить Бунину на его открытку, подав ему надежду на то, что возможно его возвращение на Родину? Если это невозможно, то не могло бы Советское правительство оказать ему материальную помощь? С глубоким уважением и любовью, Алексей Толстой
22 июня 1941 года завершил работу над заключительной частью трилогии «Хождение по мукам» — романом «Хмурое утро».
Один из фактических соавторов знаменитого обращения Молотова — Сталина 1941 года, в котором советские лидеры призывают народ обратиться к опыту великих предков:

Пусть вдохновляет вас в этой войне мужественный образ наших великих предков — Александра Невского, Дмитрия Донского, Кузьмы Минина, Димитрия Пожарского, Александра Суворова, Михаила Кутузова!— Речь Сталина на параде Красной армии 7 ноября 1941 года
В годы войны Алексей Толстой написал около шестидесяти публицистических материалов (очерков, статей, обращений, зарисовок о героях, военных операциях), начиная с первых дней войны (27 июня 1941 года — «Что мы защищаем») и до самой своей смерти, в конце зимы 1945 года. Самым известным произведением Алексея Толстого о войне считается очерк «Родина».
Осенью 1941 года писатель был эвакуирован под Горький и более двух месяцев (в течение сентября—ноября) проживал на даче в санатории «Зимёнки» на берегу Волги.
Во время войны продолжал создавать начатый в 1929 году исторический роман «Пётр Первый».

30 марта 1943 года в газете «Известия» было опубликовано письмо Толстого к Сталину с просьбой направить сто тысяч рублей Сталинской премии за роман «Хождение по мукам» на постройку танка. Ниже редакция поместила ответ Сталина, который заканчивался следующим образом: 
Ваше желание будет исполнено.
И. Сталин
Член Комиссии по расследованию злодеяний фашистских оккупантов. Зверства фашистов на Ставрополье описаны им в очерке «Коричневый дурман». Присутствовал на «Краснодарском процессе».

## Смерть

Могила А. Н. Толстого на Новодевичьем кладбище. Скульптор Г. Мотовилов

А. Н. Толстой скончался 23 февраля 1945 года на 63-м году жизни, от рака лёгкого. Урна с прахом была захоронена на Новодевичьем кладбище (участок № 2). Церемония завершилась прощальным салютом и гимном Советского Союза.

## Творчество
В трилогии «Хождение по мукам» (1922—1941) попытался представить большевизм укоренённым в национальной и народной почве, а революцию 1917 года — как высшую правду, постигаемую русской интеллигенцией.
Исторический роман «Пётр I» (кн. 1—3, 1929—1945, не окончен) — возможно, самый известный образец этого жанра в советской литературе, содержит апологию сильной и жестокой реформаторской власти.
Романы Толстого «Аэлита» (1922—1923) и «Гиперболоид инженера Гарина» (1925—1927) стали классикой советской научной фантастики.
Повесть «Хлеб» (1937), посвящённая обороне Царицына в годы гражданской войны, интересна тем, что в увлекательной художественной форме рассказывает то видение гражданской войны в России, которое бытовало в кругу И. В. Сталина и его соратников и послужило основой для создания сталинского культа личности. Одновременно с этим в повести уделяется подробное внимание описанию воюющих сторон, быта и психологии людей того времени.
Среди других сочинений — рассказ «Русский характер» (1944), пьесы «Насильники» (1912) и «Заговор императрицы» (1925, совместно с П. Е. Щёголевым). Толстой является одним из предполагаемых авторов подложного «Дневника Вырубовой» (1927). Народная легенда приписывает ему (без каких бы то ни было оснований) авторство анонимного порнографического рассказа «Баня».
Некоторые крупные произведения автор подвергал в советское время серьёзной переработке — романы «Сёстры», «Гиперболоид инженера Гарина», «Эмигранты» («Чёрное золото»), пьесу «Любовь — книга золотая» и другие.

## Факты
- «Красный граф» — так называли советского писателя Алексея Николаевича Толстого. Бывший эмигрант и титулованный дворянин сумел не только преодолеть все преграды нового режима, но и стать любимцем и баловнем советской власти — сталинские премии и благополучная жизнь писателя, мало отличавшаяся по уровню комфорта от дореволюционной, служат неоспоримым подтверждением его особого положения в СССР. Практически немедленно Толстой-писатель оказался в личных друзьях Сталина. Его сделали членом Академии наук, депутатом Верховного Совета Советского Союза, он имел роскошную дачу в Барвихе и автомобиль с личным водителем.
- Фантастический роман Алексея Толстого «Гиперболоид инженера Гарина» был навеян общественным резонансом, вызванным постройкой Шуховской башни. Изображение Шуховской башни стало логотипом выставки «Инженерное искусство» в центре Помпиду в Париже. Также шестиметровый макет башни был установлен на выставке «Лучшие конструкции и сооружения в архитектуре XX века» в Мюнхене в 2003 году.

## Семья
Первая жена (1901—1907) — Юлия Васильевна Рожанская (1881—1943). Сын Юрий (13.01.1903-11.05.1908).
Вторая жена (1907—1914) — художница Софья Исааковна Дымшиц (1884—1963). Её бракоразводный процесс с первым мужем затянулся на несколько лет (Толстой получил развод от первой жены в 1910 году, Дымшиц развода так и не получила).
Дочь Марьяна (Марианна) (1911—1988), впоследствии доктор технических наук, профессор Московского института стали и сплавов и заведующая кафедрой общей химии Московского авиационно-технологического института имени К. Э. Циолковского; была замужем за Евгением Александровичем Шиловским (1889—1952). Чтобы иметь возможность законно записать А. Н. Толстого отцом ребёнка, супруги перед родами выехали во Францию.
Третья жена (1914—1935) — поэтесса и мемуаристка Наталья Васильевна Крандиевская (1888—1963), прототип Кати Рощиной из «Хождения по мукам».
Сын (приёмный, от первого брака Крандиевской) — Фёдор Волькенштейн (1908—1985).
Сын Никита (1917—1994), физик, ему посвящена повесть «Детство Никиты». Был женат на Наталье Михайловне Лозинской (дочери переводчика Михаила Лозинского), супруги имели семерых детей (в их числе Татьяна Толстая), четырнадцать внуков (в том числе Артемий Лебедев).
Сын Дмитрий (1923—2003), композитор, был трижды женат, имел несколько детей, включая известного хирурга-панкреатолога профессора А. Д. Толстого и литературоведа Елену Толстую.
Четвёртая жена (с октября 1935 года) — Людмила Крестинская-Баршева (17.01.1906 — 1982), пришедшая в дом Толстых в августе 1935 года в качестве секретарши.

## Адреса в Санкт-Петербурге
- 1901 — доходный дом Николая и Елены Брусницыных (9-я линия В. О., д. 42), здесь летом 1901 года в квартире у сестры своей матери поселился 18-летний А. Толстой. Окончив Самарское реальное училище, он приехал в столицу, чтобы поступить в Технологический институт. Успешно сдав экзамены, переехал на 3-ю линию в дом № 16, где снял комнату;
- 1906 — доходный дом наследников Н. Н. Балкашиной (Пушкинская улица, 8)[26];
- 1907—1910 годы — доходный дом И. И. Дернова (Таврическая улица, 35);
- 1910—1912 годы — доходный дом И. И. Круглова (Невский проспект, 147, кв. 43);
- 1925 — май 1928 года — доходный дом на наб. реки Ждановки, 3/1, кв. 24;
- май 1928 — май 1930 года — Детское Село, Московская улица, 8;
- май 1930 — начало 1938 года — Детское Село, Пролетарская улица, 6 (Дом творчества писателей);
- начало 1935 — выделена квартира в «правительственном» доме на ул. Кронверкской (в квартире жили Н. В. Крандиевская с сыновьями).

## Адреса в Москве
- апрель 1938 — квартира из двух комнат: ул. Горького, д. 122, кв. № 69;
- с 1941 по 1945 — квартира из трёх комнат во флигеле особняка С. П. Рябушинского: ул. Спиридоновка, 2/6, строение 1.

### В Подмосковье
С именем Алексея Толстого связаны некоторые подмосковные места: он бывал в Доме творчества писателей в Малеевке (ныне — Рузский район), в конце 1930-х годов навещал Максима Горького на его даче в Горках (ныне — Одинцовский район), вместе с Горьким посетил в 1932 году Болшевскую трудовую коммуну (ныне — территория г. Королёва).
В 1938 году одновременно с квартирой на ул. Горького Алексею Толстому была предоставлена двухэтажная дача в Барвихе (ныне — Одинцовский район); она-то и стала его постоянным московским домом. В 1942 году Толстой написал здесь свои военные рассказы: «Мать и дочь», «Катя», «Рассказы Ивана Сударева». Здесь же начал третью книгу романа «Хождение по мукам», а в конце 1943 года работал над третьей частью романа «Пётр I».

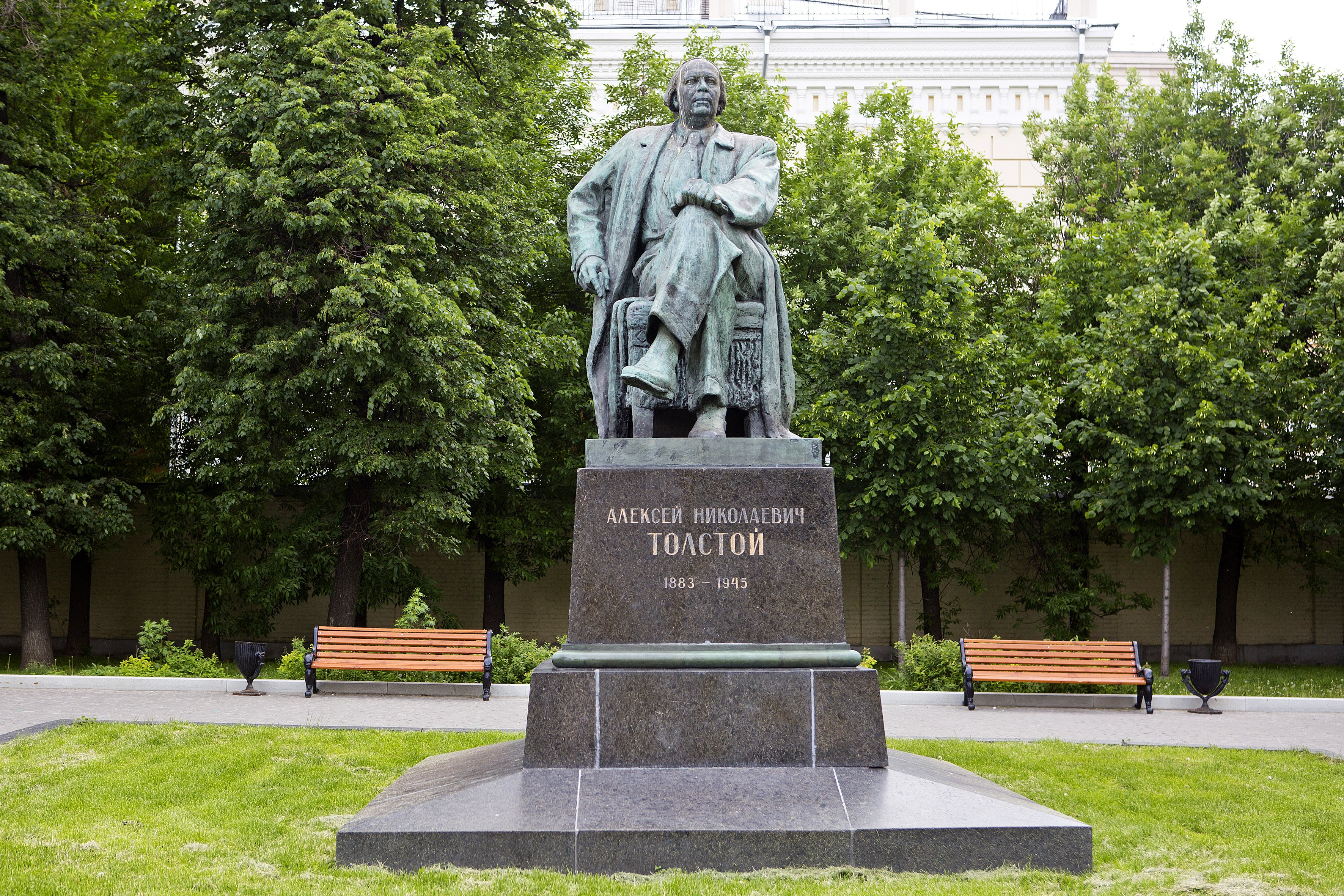
Памятник Алексею Толстому работы Г. И. Мотовилова в сквере на пересечении Большой Никитской и Малой Никитской улиц

## Награды и премии
- орден Ленина (23.03.1938) — в связи с выпуском выдающихся кинофильмов, получивших единодушное одобрение зрителей, «Ленин в Октябре», «Петр I-ый» и колхозный фильм «Богатая невеста»
- орден Трудового Красного Знамени (10.01.1943) — за выдающиеся заслуги в области литературы, в связи с 60-летием со дня рождения
- орден «Знак Почёта» (31.01.1939)
- Медаль «За доблестный труд в Великой Отечественной войне 1941—1945 гг.» (1945, посмертно)
- 1941 — Сталинская премия первой степени — за части 1—2 романа «Пётр I».
- 1943 — Сталинская премия первой степени — за роман «Хождение по мукам» (передана в Фонд обороны на строительство танка «Грозный»)[27][28].
- 1946 — Сталинская премия первой степени — за пьесу «Иван Грозный» (посмертно).

## Память

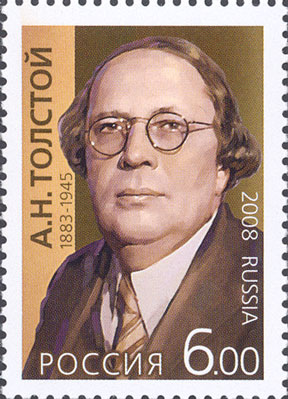
Почтовая марка России. В память 125-летия со дня рождения А. Н. Толстого, 2008

- В ноябре 1959 года на родине А. Н. Толстого — в городе Пугачёве Саратовской области, в новом сквере на Топорковской улице, названном именем писателя, открыт памятник А. Н. Толстому работы С. Д. Меркурова.

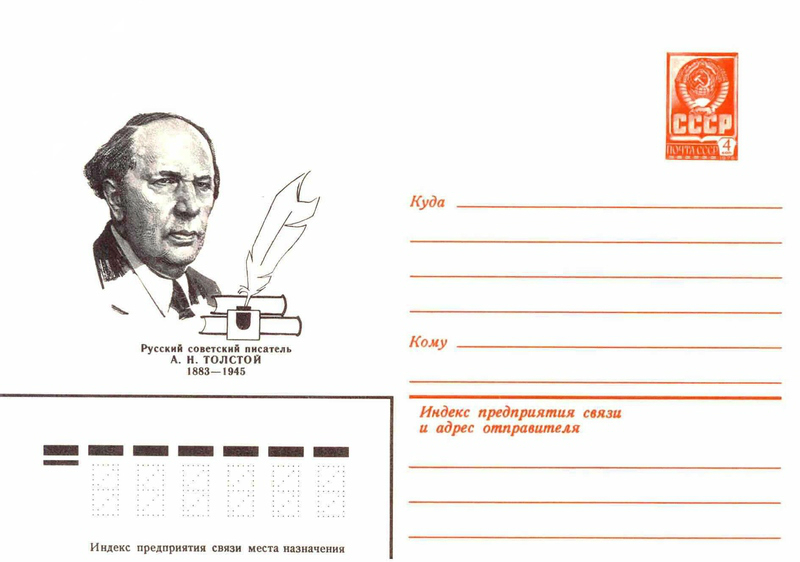
Художественные маркированные конверты 1982 года. Толстой Алексей Николаевич

- Художественные маркированные конверты 1982 года. Толстой Алексей НиколаевичВ 1965 году одна из улиц города Пушкина переименована в бульвар Алексея Толстого[29].
- В январе 1983 года к 100-летию со дня рождения писателя был открыт мемориальный музей-усадьба А. Н. Толстого, расположенный по адресу: Самара, улица Фрунзе, 155. Здесь писатель летом 1901 года жил со своими родителями, сюда же приезжал он в годы учёбы в Санкт-Петербурге[30].
- С 1983 года имя А. Н. Толстого носит Сызранский драматический театр.
- В 1987 году открыт мемориальный музей-квартира А. Н. Толстого, расположенный по адресу: Москва, улица Спиридоновка, 2/6. Здесь писатель проживал с 1941 по 1945 год[31].
- В честь писателя названа малая планета — каменный астероид (3771) Алексейтолстой (англ. 3771 Alexejtolstoj), открытый 20 сентября 1974 года астрономом Людмилой Журавлёвой в Крымской астрофизической обсерватории. Название было официально опубликовано Центром малых планет 19 октября 1994 года.
- В 2006—2007 годах теплоход проекта 588 «Николай Гастелло» получил новое название — «Алексей Толстой», в честь писателя[32].

### Всероссийская премия имени А. Н. Толстого
Статус: присуждается один раз в два года авторам прозаических, публицистических произведений за творческий вклад в развитие российской литературы. Учреждена в 2001 году. Учредители: Союз писателей России, администрация города Сызрани, Межрегиональный литературный центр В. Шукшина. Присуждается в номинациях: «Большая проза»; «Малая проза (повести и рассказы)»; «Публицистика».

Вручается в Сызрани в ходе торжественного мероприятия, посвящённого этому событию, в одном из учреждений культуры города (драматический театр, Дом литераторов и так далее).

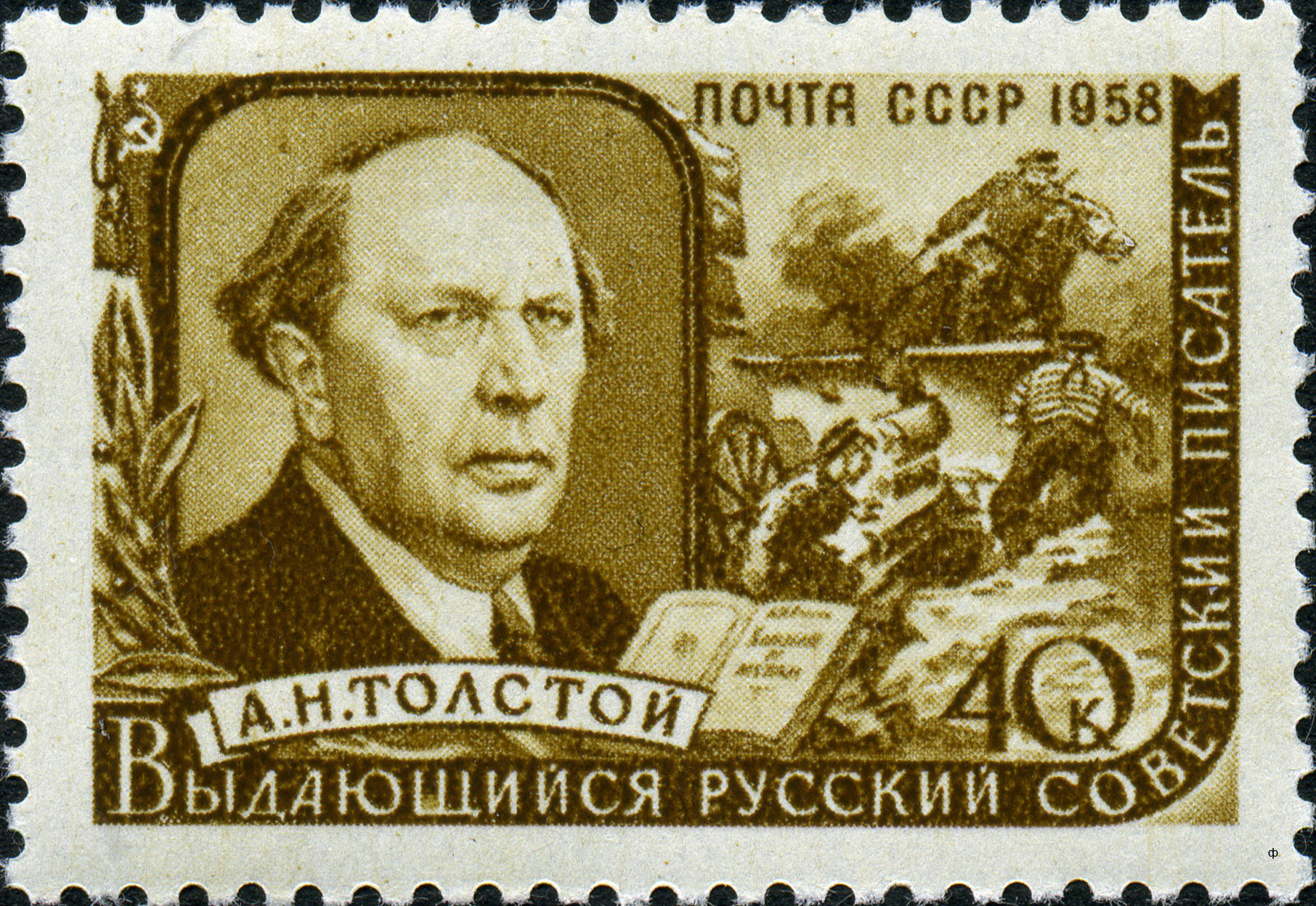
Почта СССР, 1958 г. ЦФА#2117 — А. Н. Толстой (1883—1945). Иллюстрация к роману-трилогии «Хождение по мукам». К 75-летию со дня рождения.

## Библиография

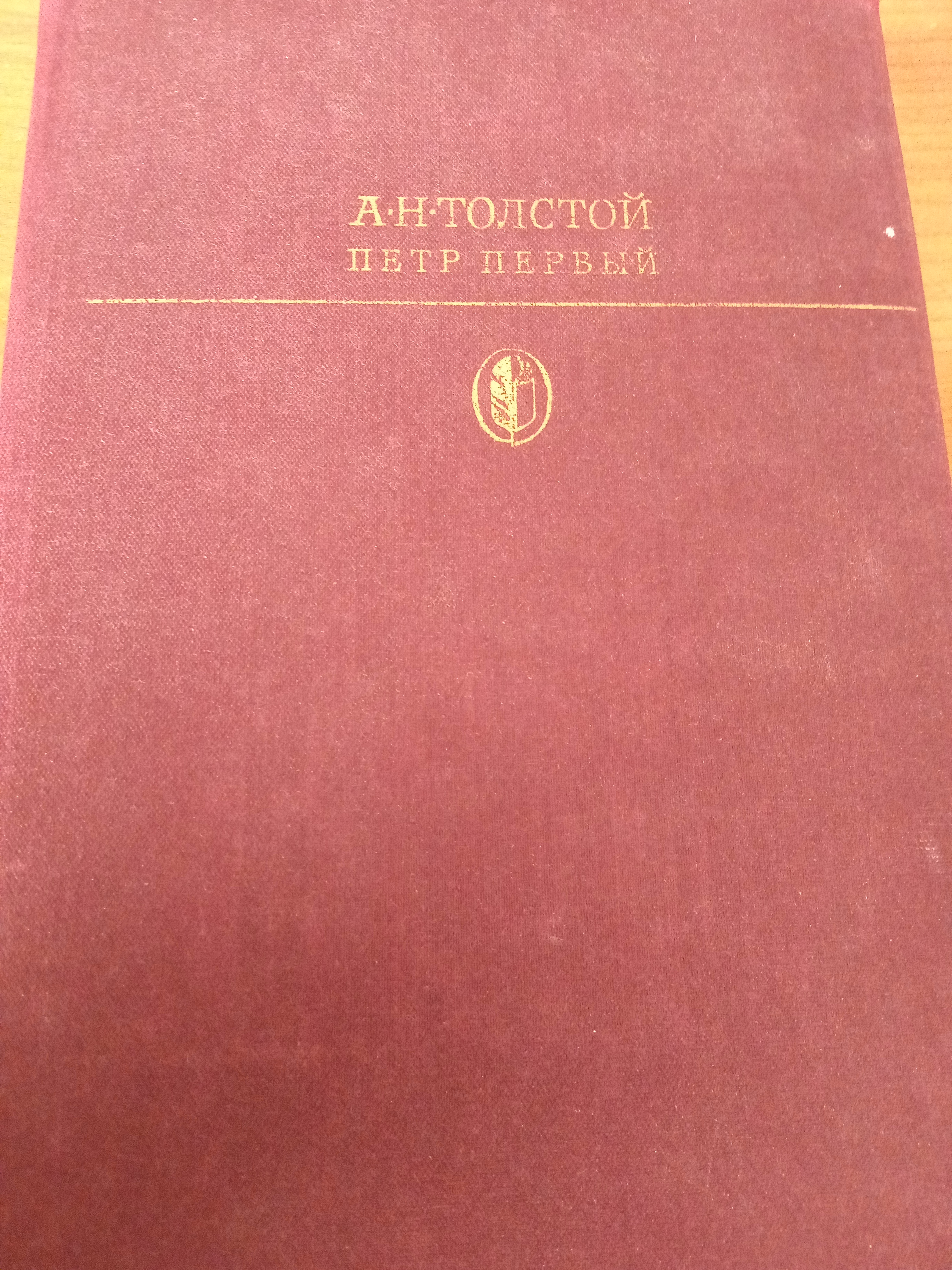

### Романы
- Чудаки (1911)
- Хромой барин (1912)
- Аэлита (1923)
- Похождения Невзорова, или Ибикус (1924)
- Гиперболоид инженера Гарина (1927)
- Эмигранты (1931)
- Хождение по мукам. Трилогия:
  - Книга 1. «Сёстры» (1922)
  - Книга 2. «18-й год» (1928)
  - Книга 3. «Хмурое утро» (1941)
- Пётр Первый (1934)

### Повести и рассказы
- Старая башня (1908)
- Архип (1909)
- Петушок (Неделя в Туреневе) (1910)
- Сватовство (1910)
- Мишука Налымов (Заволжье) (1910)
- Актриса (Два друга) (1910)
- Мечтатель (Аггей Коровин) (1910)
- Неверный шаг (Повесть о совестливом мужике) (1911)
- Харитоновское золото (1911)
- Приключения Растёгина (1913)
- Любовь (1916)
- Прекрасная дама (1916)
- Обыкновенный человек (1917)
- День Петра (1918)
- Простая душа (1919)
- Четыре века (1920)
- В Париже (1921)
- Граф Калиостро (1921)
- Детство Никиты (1922)
- Повесть Смутного времени (1922)
- Семь дней, в которые был ограблен мир, другое название «Союз пяти» (1924)
- Голубые города (1925)
- Василий Сучков (1927)
- Бывалый человек (1927)
- Великосветские бандиты (1927)
- Морозная ночь (1928)
- Гадюка (1928)
- Хлеб (Оборона Царицына) (1937)
- Иван Грозный (Орёл и орлица, 1942; Трудные годы, 1943)
- Русский характер (1944)
- Странная история (1944)
- Древний путь
- Чёрная пятница (1924)
- На острове Халки
- Рукопись, найденная под кроватью
- В снегах
- Мираж
- Убийство Антуана Риво
- На рыбной ловле

### Статьи
- «ЗА РОДИНУ! ЗА СТАЛИНА!» // газета «Правда». — 1939. — 25 декабря — № 355

### Незавершённые произведения
- Егор Абозов (1915)
- Пётр I (3-й том)

### Сказки
- Золотой ключик, или Приключения Буратино (1936)

Русалочьи сказки:
- Русалка (Неугомонное сердце, 1910)
- Иван да Марья (1910)
- Ведьмак (1910)
- Водяной (1910)
- Кикимора (1910)
- Дикий кур (1910)
- Полевик (1909)
- Иван-царевич и Алая-Алица (1910)
- Соломенный жених (1910)
- Странник и змей (1910)
- Проклятая десятина (1910)
- Звериный царь (1910)
- Хозяин (1909)
- Синица (1918)

Сорочьи сказки:
- Сорока (1909)
- Мышка (1909)
- Козёл (1909)
- Ёж (Ёж-богатырь, 1909)
- Лиса (1910)
- Заяц (1909)
- Кот Васька (1910)
- Сова и кот (1910)
- Мудрец (1909)
- Гусак (1910)
- Рачья свадьба (1910)
- Порточки (1910)
- Муравей (1910)
- Петушки (1910)
- Мерин (1910)
- Верблюд (1909)
- Горшок (Маленький фельетон, 1909)
- Куриный бог (1910)
- Картина (1909)
- Маша и мышки (1910)
- Рысь, мужик и медведь (1910)
- Великан (1910)
- Мишка и леший (1910)
- Башкирии (1910)
- Серебряная дудочка (1910)
- Смирный муж (1910)
- Богатырь Сидор (1910)

Сказки и рассказы для детей:
- Полкан (1909)
- Топор (1909)
- Воробей (1911)
- Жар-птица (1911)
- Прожорливый башмак (1911)
- Снежный дом (1911)
- Фофка (1918)
- Кот сметанный рот (1924)
- Как ни в чём не бывало (1925)
- Рассказ о капитане Гаттерасе, о Мите Стрельникове, о хулигане Ваське Табуреткине и о злом коте Хаме (1928)

### Пьесы
- «Путешествие на Северный полюс» (1900)
- «О еже, или Наказанное любопытство» (1900-е)
- «Дьявольский маскарад, или Коварство Аполлона» (1900-е)
- «Муха в кофее (Сплетни, которые кончаются плохо)» (1900-е)
- «Дуэль» (1900-е)
- «Опасный путь, или Геката» (1900-е)
- «Спасательный круг эстетизму» (1900-е)
- «Дочь колдуна и заколдованный королевич» (1908)
- «Нечаянная удача» (1911)
- «День Ряполовского» (1912)
- «Насильники» («Лентяй», 1912)
- «Молодой писатель» (1913)
- «Кукушкины слёзы» (1913)
- «День битвы» (1914)
- «Нечистая сила» (1916, 2-я ред. — 1942)
- «Касатка» (1916)
- «Ракета» (1916)
- «Мракобесы» (1917 — под назв. «Горький цвет», 2-я ред. — 1929 — с тем же назв., 3-я ред. — 1935 — под назв. «Акила», 4 ред. — 1940 — под назв. «Мракобесы», в черновиках 4-й ред. также фигурирует название «Изгнание блудного беса»)
- «Любовь — книга золотая» (1918, 2-я ред. — 1940)
- «Смерть Дантона» (1919, обработка пьесы Г. Бюхнера)
- «Бунт машин» (1924, обработка пьесы «РУР» К. Чапека)
- «Заговор императрицы» (1925, совм. с П. Е. Щёголевым)
- «Азеф» (1925, совм. с П. Е. Щёголевым)
- «Полина Гебль» (1925, совм. с П. Е. Щёголевым)
- «Чудеса в решете…» (1926)
- «На дыбе» (1929, позже частично переработана в пьесу «Пётр I»)
- «Это будет» (1931, совм. с П. С. Сухотиным)
- «Оранго» (1932, либретто оперы Д. Д. Шостаковича, совм. с А. О. Старчаковым)
- «Патент № 117» (1933, совм. с А. О. Старчаковым)
- «Пётр I» (промежуточная редакция 1935 года — преимущественно переработка более ранней пьесы «На дыбе»; окончательная редакция 1938 года — лишь в очень малой степени использующая материал пьесы «На дыбе»)
- «Путь к победе» (1938)
- «Чортов мост» (1938; второе действие пьесы позже переработано в пьесу «Фюрер»)
- «Золотой ключик» (обработки повести «Золотой ключик, или Приключения Буратино», 1938)
- «Фюрер» (1941, на материале второго действия пьесы «Чортов мост»)
- «Иван Грозный» («Орёл и орлица» (1942), «Трудные годы» (1943))

### Произведения о войне
- Армия героев
- «Блицкриг» или «блицкрах»
- К писателям Северной Америки
- Москве угрожает враг
- Нас не одолеешь!
- Почему Гитлер должен потерпеть поражение
- Родина
- Русский характер
- Цикл «Рассказы Ивана Сударева»
- Чёрные дни гитлеровской армии
- Что мы защищаем
- Я призываю к ненависти

### Приписываемые тексты
- Дневник Вырубовой (предположительные авторы — Алексей Толстой и Павел Щёголев[34][35]);
- Рассказ «Возмездие».

### Собрания сочинений

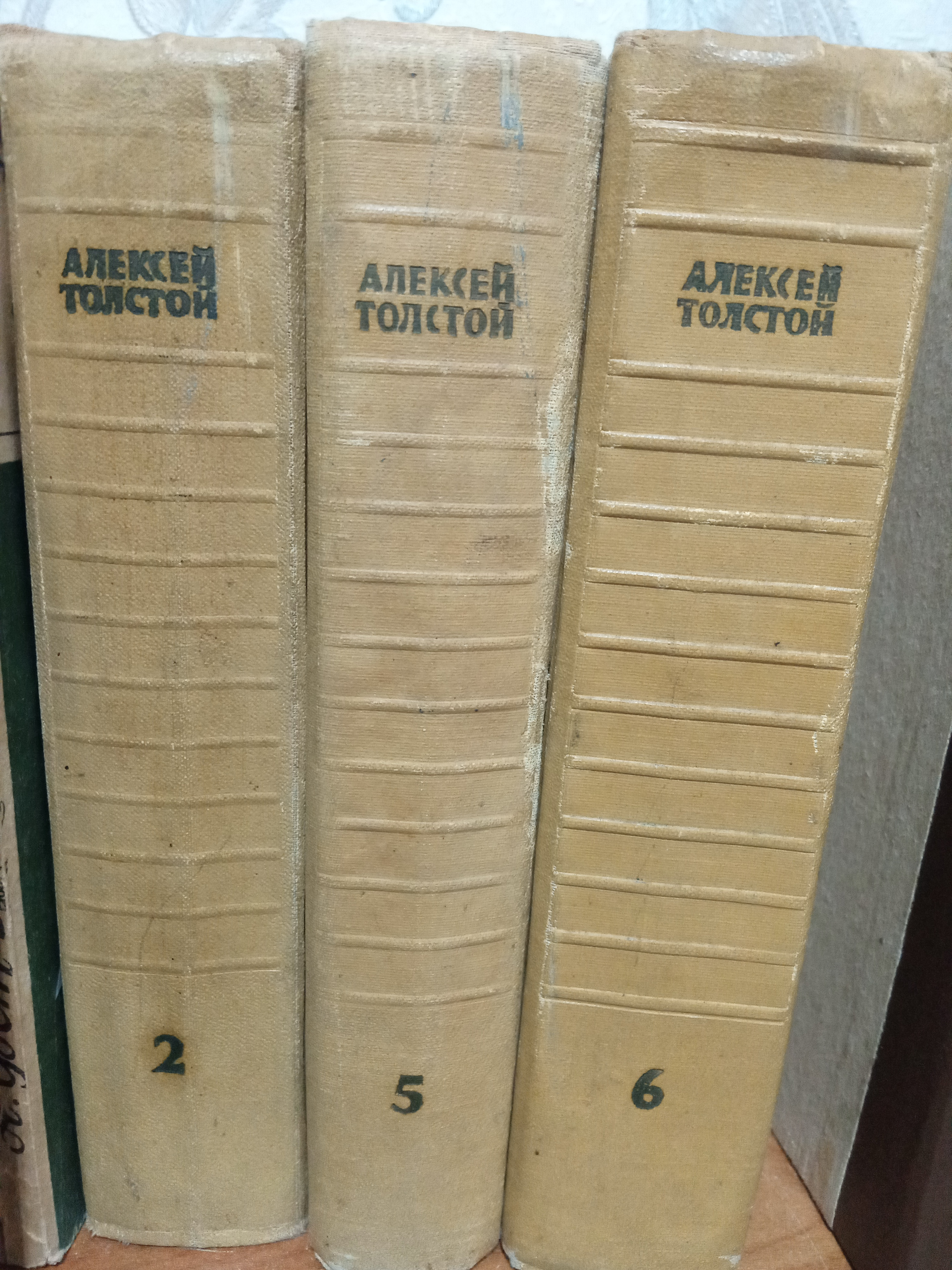
Тома из 10-томного собрания сочинений Алексея Николаевича Толстого.
Москва, Государственное издательство художественной литературы, 1958—1961 (второй том издан в 1958 году, 5 и 6 тома изданы в 1959 году)

- Собрание сочинений. Тома 1—10. — М.: Книгоиздательство писателей, 1912—1915.

Собрание сочинений / 2-е издание. Тома 1—10. — М.: Книгоиздательство писателей, 1916.
Собрание сочинений / 3-е издание. Тома 1—10. — М.: Книгоиздательство писателей, 1917—1918.
- Собрание сочинений. — Берлин: Издательство Ладыжникова, 1922.
- Собрание сочинений. — Берлин—Петроград: Издательство Гржебина, 1923.
- Собрание сочинений. Тома 1—15. — М.: «Недра», 1929—1930.
- Собрание сочинений. Тома 1—15. — М.-Л.: ГИЗ, 1927—1931.
- Собрание сочинений. Тома 1—8. — Л.: Издательство «Художественная литература», 1934—1936.
- Полное собрание сочинений. Тома 1—15. — М.: ГИХЛ, 1946—1953. — 40 000 экз.
- Собрание сочинений в 10 томах. — М.: Гослитиздат, 1958—1961. — 675 000—648 000 экз.
- Собрание сочинений в 8-ми томах. — М.: Правда, 1972. — (Серия «Библиотека „Огонёк“»). — 375 000 экз.
- Собрание сочинений: В 6-ти томах. — М.: Прогресс, 1982.
- Собрание сочинений в 10-ти томах. — М.: «Художественная литература», 1982—1986. — 300 000 экз.
- Собрание сочинений / [Ил. худож. М. Петрова]: В 5 томах. — М.: Издательский центр «Терра», 1995.
- Собрание сочинений: В 10 томах. — [Сост.: Б. Акимов, А. Храмков]. — М.: Терра — Книжный клуб, 2001.
- Малое собрание сочинений. — СПб.: Азбука, 2020. — 637 с.

## Экранизации
- 1915 — Хромой барин
- 1920 — Хромой барин
- 1924 — Аэлита
- 1928 — Хромой барин
- 1937—1938 — Пётр Первый
- 1939 — Золотой ключик
- 1957 — Хождение по мукам: Сёстры (1 серия)
- 1958 — Хождение по мукам: 1918-й год (2 серия)
- 1958 — Приключения Буратино (мультфильм)
- 1959 — Хождение по мукам: Хмурое утро (3 серия)
- 1965 — Гиперболоид инженера Гарина
- 1965 — Гадюка
- 1971 — Aktorka
- 1973 — Крах инженера Гарина
- 1975 — Приключения Буратино
- 1977 — Хождение по мукам
- 1980 — Юность Петра
- 1980 — В начале славных дел
- 1980 — Аэлита (Венгрия)
- 1982 — Похождения графа Невзорова
- 1984 — Формула любви («Граф Калиостро»)
- 1986 — Проделки в старинном духе
- 1989 — Сапожник и Русалка
- 1992 — Детство Никиты
- 1992 — Прекрасная незнакомка
- 1996 — Милый друг давно забытых лет
- 1997 — Новейшие приключения Буратино
- 2002 — Желтухин
- 2017 — Хождение по мукам